# Девушки мечты
«Де́вушки мечты́» (англ. Dreamgirls) — музыкальная драма студии Dreamworks, снятая в 2006 году по мотивам одноимённого мюзикла, в основу которого легла история успеха и распада мотауновского девичьего трио «The Supremes».
При бюджете в 80 миллионов долларов, «Девушки мечты» является самым дорогим фильмом в истории американского кинематографа, в котором в главных ролях снимались афроамериканские актёры. Фильм получил положительные отзывы от критиков и заработал почти 155 миллионов долларов по всему миру. «Девушки мечты» стал дебютным фильмом для певицы Дженнифер Хадсон, за роль в котором она удостоилась премий «Оскар», «Золотой глобус» и BAFTA.

## Сюжет
Вокальное трио девушек из Детройта на конкурсе молодых талантов в Нью-Йорке привлекает внимание продюсера, который предлагает певицам контракт. Однако ни деньги, ни международное признание не приносят девушкам счастья в личной жизни.

## В ролях
| Актёр            | Роль              |
| ---------------- | ----------------- |
| Джейми Фокс      | Кёртис Тейлор-мл. |
| Бейонсе          | Дина Джоунс       |
| Эдди Мерфи       | Джеймс Эрли       |
| Дженнифер Хадсон | Эффи Уайт         |
| Кит Робинсон     | C. C. Уайт        |
| Аника Нони Роуз  | Лоррелл Робинсон  |
| Дэнни Гловер     | Марти Мэдисон     |
| Шарон Лил        | Мишель Моррис     |
| Хинтон Бэттл     | Уэйн              |
| Мэрайя Уилсон    | Мэджик, дочь Эффи |
| Джон Красински   | Сэм Уолш          |

## Награды и номинации
| Премия                         | Категория                                  | Имя                                                        | Результат |
| ------------------------------ | ------------------------------------------ | ---------------------------------------------------------- | --------- |
| Оскар                          | Лучшая мужская роль второго плана          | Эдди Мерфи                                                 | Номинация |
| Оскар                          | Лучшая женская роль второго плана          | Дженнифер Хадсон                                           | Победа    |
| Оскар                          | Лучшая работа художника-постановщика       | Джон Майр, Нэнси Хай                                       | Номинация |
| Оскар                          | Лучший дизайн костюмов                     | Шэрен Дэвис                                                | Номинация |
| Оскар                          | Лучший звук                                | Майкл Минклер, Боб Бимер, Уилли Д. Бёртон                  | Победа    |
| Оскар                          | Лучшая песня к фильму                      | Генри Кригер, Скотт Катлер, Энн Превен («Listen»)          | Номинация |
| Оскар                          | Лучшая песня к фильму                      | Генри Кригер, Сида Гарретт («Love You I Do»)               | Номинация |
| Оскар                          | Лучшая песня к фильму                      | Генри Кригер, Уилли Рил («Patience»)                       | Номинация |
| BAFTA                          | Лучшая женская роль второго плана          | Дженнифер Хадсон                                           | Победа    |
| BAFTA                          | Лучшая музыка к фильму                     | Генри Кригер                                               | Номинация |
| Золотой глобус                 | Лучший фильм — комедия или мюзикл          |                                                            | Победа    |
| Золотой глобус                 | Лучшая женская роль в комедии или мюзикле  | Бейонсе                                                    | Номинация |
| Золотой глобус                 | Лучшая мужская роль второго плана          | Эдди Мерфи                                                 | Победа    |
| Золотой глобус                 | Лучшая женская роль второго плана          | Дженнифер Хадсон                                           | Победа    |
| Золотой глобус                 | Лучшая песня                               | Бейонсе, Генри Кригер, Энн Превен, Скотт Катлер («Listen») | Номинация |
| Премия Гильдии киноактёров США | Лучший актёрский состав                    |                                                            | Номинация |
| Премия Гильдии киноактёров США | Лучшая мужская роль второго плана          | Эдди Мерфи                                                 | Победа    |
| Премия Гильдии киноактёров США | Лучшая женская роль второго плана          | Дженнифер Хадсон                                           | Победа    |
| Грэмми                         | Лучшая песня для кино или ТВ               | Сида Гарретт, Генри Кригер («Love You I Do»)               | Победа    |
| Грэмми                         | Лучший сборник саундтреков для кино или ТВ | Бейонсе, Дженнифер Хадсон, Аника Нони Роуз и др.           | Номинация |